# 結婚しようね
「結婚しようね」（けっこんしようね）は、Winkの18枚目のシングル。1993年5月26日にポリスターより発売された。

## 解説
表題曲は、作詞を康珍化、作曲・編曲を門倉聡が担当したWinkの楽曲。フジテレビ系のアニメ『ツヨシしっかりしなさい』の第2期エンディング・テーマ（第31話：1993年5月9日 - 第51話：10月3日）として作成された。Winkにとっては『追憶のヒロイン/イマージュな関係』に続く2作目のアニメソングである。『ザテレビジョン』では、「明るいアップテンポのこの曲、WINKにしては珍しくコミカルな詞が乗っていてとても新鮮な印象を感じさせてくれる。」として紹介されている。
カップリング曲は「幻が叫んでる」。作詞は及川眠子、作曲は鈴木智文、編曲は恵比寿司が担当した。この曲はT&E SOFT スーパーファミコン用ソフト「ソード・ワールドSFC」のCMソングとして使用されている。
Winkのシングルは、本作より、オリジナルカラオケが収録された。
1993年5月26日に発売。オリコンチャートの週間ランキングでは、6月17日付の初登場15位を最高位とし、以後、100位以内には、7月5日付の86位まで、5週連続ランクインしている。同チャートの1993年度年間ランキングにおいては、売上7.526万枚で270位となった。

## 収録曲
1. 結婚しようね
  - 作詞：康珍化、作曲・編曲：門倉聡
2. 幻が叫んでる
  - 作詞：及川眠子、作曲：鈴木智文、編曲：恵比寿司
3. 結婚しようね（オリジナル・カラオケ）

## 収録アルバム
- 結婚しようね
  - Αφροδιτη - 5曲目の「私みたいにいいかげんな彼氏」は、この曲とシングル化を争った[要出典]。
  - Diary
  - Reminiscence
  - WINK MEMORIES 1988-1996

- 幻が叫んでる
  - Αφροδιτη
  - Back to front

## テレビ番組における歌唱
※ 放送日は首都圏のもの。地方の系列局の放送日は異なる場合がある。
- 結婚しようね

| 放送日 (曜日)               | 番組名                           | 放送局     | 衣装 | 備考 |
| --------------------------- | -------------------------------- | ---------- | ---- | --- |
| 1993.05.24 (月)[注 2]       | 志村けんのだいじょうぶだぁ[注 2] | フジテレビ | Ａ   | |
| 1993.05.29 (土)[注 3]       | HYU2 [注 3]                      | 日本テレビ | Ａ   | |
| 1993.06.11 (金) 深夜[注 4]  | M2 [注 4]                        | 日本テレビ | Ａ   | |
| 1993.07.11 (日)[注 5][注 6] | 歌謡びんびんハウス[注 5][注 6]   | テレビ朝日 | Ａ   | Winkは同番組の前回7月4日(日)放送分にも出演[注 7]。                                                                             |
| 1993.10.24 (日)[6]          | アイドルオンステージ[6]          | NHK BS2    | Ｂ   | Winkはコンサート用の衣装を着用し、「月と太陽」、本曲、「真夏のトレモロ」のメドレーを歌唱。同番組で「咲き誇れ愛しさよ」も歌唱。 |
| 1994.08.07 (日)[7]          | アイドルオンステージ[7]          | NHK BS2    | Ｂ   | Winkは「トゥインクル トゥインクル」の衣装を着用し、同曲、「ピアスの真相」、本曲のメドレーを歌唱。                              |
- 「衣装」欄の記号：Ａ＝PVの衣装と同じ　Ｂ＝その他（「備考」欄に記載）

## カバー
- 結婚しようね
  - THE KEEPERS - オムニバス・アニメソング・カバーアルバム『ピコ萌え！Future8bitシリーズ1〜リアルアイドルアニメソングス〜』（ハッチ・エンタテインメント、2008年4月30日）に収録。編曲：ヒゲドライバー。